# لبنى عبد العزيز
لبنى عبد العزيز (1 أغسطس 1935 -)، ممثلة مصرية بدأت مسيرتها الفنية خلال دور البطولة أمام الفنان عبد الحليم حافظ في فيلم «الوسادة الخالية» الذي أُنتج للسينما عام 1957، اعتزلت العمل الفني عام 1967 بعد مشوارها الفني دام 10 سنوات ومع قلة أعمالها الفنية واعتزالها المبكر إلا أن جميع أدوارها كانت بطولية، وبعد 40 عامًا من الإعتزال عادت بعام 2007 خلال مسلسل «عمارة يعقوبيان» مع صلاح السعدني.

## عن حياتها
ولدت في القاهرة، وتلقت تعليمها في مدرسة سانت ماري للبنات، ثم أكملت تعليمها بعد ذلك في الجامعة الأمريكية بالقاهرة. وأكملت دراستها الماجستير في التمثيل في جامعة كاليفورنيا في لوس أنجلوس.
تزوجت مرتين أولهما من نجيب رمسيس المنتج برغم اختلاف السن والديانة إلّا أنها ذكرت أنه أسلم قبل الزواج بها  أما زواجها الثاني كان من الطبيب إسماعيل برادة

### مشوارها الفني
جاءت بدايتها الفنية الأولى في الإذاعة عندما كان عمرها لا يتجاوز العاشرة، حين قام بزيارتهم في منزل الأسرة عبد الحميد يونس مدير البرامج الأوروبية بالإذاعة وصديق والدها، وعندما رآها أدهشته طريقة إلقائها للأشعار وذكائها وتلقائيتها في الحديث، فرشّحها للاشتراك في برنامج «ركن الأطفال» الذي كان يذاع على موجات البرنامج الأوروبي. ونجحت لبنى وتوطدت علاقتها بالإذاعة حتى أسند لها تقديم البرنامج وهي بعد لم تتعدَّ الرابعة عشرة من العمر، وذلك لإجادتها التحدث باللغتين الفرنسية والإنجليزية إلى جانب العربية. وظلت لبنى تعمل كمقدمة لركن الأطفال بدون أجر حتى صار عمرها 16 عاما، وهي ذات الفترة التي التحقت فيها بالدراسة في الجامعة الأمريكية بالقاهرة شأن أبناء الطبقة المثقفة. ورغم الدراسة لم تقطع صلتها بالإذاعة بل زادت مسؤوليتها عن البرنامج بعد أن باتت تتولى إعداده وتقديمه وإخراجه أيضاً.. وقد جاءت عودتها إلى مصر في عام 1998 من خلال الإذاعة أيضا فقد عادت إلى الأضواء وفوجئ بها جمهورها تعود ببطولة المسلسل الإذاعي (الوسادة لا تزال خالية) من تأليف وإخراج أحمد فتح الله وذلك لإذاعة صوت العرب وهو مسلسل يستكمل أحداث (الوسادة الخالية) وشاركها في المسلسل نفس فريق الفيلم... عمر الحريرى وزهرة العلا إضافة لسمير صبري وشريف منير ورانيا محمود يس وإيهاب نافع والنجمة الكبيرة صباح وكان عملا قويا وناجحا استقبله الجمهور والنقّاد بحفاوة بالغة.

### على مسرح الجامعة
كان عشق لبنى للثقافة والفنون سببا في اشتراكها في فريق التمثيل أثناء دراساتها بالجامعة الأمريكية، حيث قدمت عروضاً مسرحية على مسرح الجامعة لفتت أنظار النقاد المسرحيين إلى موهبتها التمثيلية. كما حدث عندما قدمت مسرحية «الشقيقات الثلاث» لتشيكوف. والتي جسدت فيها شخصية «ماشا» مما دفع الدكتور رشاد رشدي لكتابة أربع صفحات كاملة عنها وعن موهبتها في مجلة آخر ساعة. هذا غير ما كتبه الدكتور يوسف إدريس وفتحي غانم عنها. وتقول لبنى عن تلك المرحلة: «أعشق التمثيل وتجسيد الأدوار بالفطرة ولم أكن أتوقع وقت انضمامي لفريق الجامعة أن ألفت نظر هؤلاء العظماء». ووسط هذا الزخم من الإعجاب انهالت العروض السينمائية على لبنى ولكنها رفضتها جميعاً. وهو ما بررته بقولها: «لم يكن سبب رفضي: ضعف النصوص المعروضة علي أو عدم مناسبتها لي، ولكن كان السبب: صفعة على وجهي من يد خالي حين عبرت له ذات مرة عن حبي للتمثيل في السينما، وخشيت وقتها معارضته فآثرت التريث لحين الانتهاء من الدراسة». بعد انتهائها من دراستها في الجامعة، حصلت لبنى على منحة للدراسة في جامعة كاليفورنيا بأمريكا وهو ما أبعدها بعض الشيء عن هوايتها في عالم التمثيل. وبعد حصولها على الماجستير في الفن المسرحي والسينوغرافي من جامعة كاليفورنيا في لوس أنجلوس بالولايات المتحدة الأمريكية، راسلت لبنى جريدة الاهرام بعدد من التحقيقات التي كانت تكتبها عن استوديوهات هوليوود التي كانت تنقل أخبارها أيضاً، ثم ما لبثت أن عادت للقاهرة مرة أخرى لتعمل كمحررة بجريدة الأهرام. ولتلعب الأقدار دورها في اقتحام لبنى عالم التمثيل مرة أخرى.

### في السينما المصرية
حدث ذلك في عام 1957 عندما كانت تعد لتحقيق صحفي تضمن المقارنة بين السينما الأمريكية والسينما المصرية، وتطلب ذلك منها الذهاب إلى استوديو الأهرام لتلتقي هناك بالمنتج رمسيس نجيب والمخرج صلاح أبو سيف، الذين أدركا منذ اللحظة الأولى أنهما أمام موهبة فنية تنبض بالتلقائية. فعرضا عليها العمل في السينما لكنها رفضت كعادتها. وهو ما دفع رمسيس نجيب إلى الذهاب لوالدها ليقنعه بأن يترك ابنته تدخل عالم الفن، فترك لها والدها الأمر برمته لتتخذ فيه ما تراه. فطلبت مهلة للتفكير إلا أن القدر لم يمنحها إياها، حيث فوجئت لبنى بالعندليب عبد الحليم حافظ يطلبها في اليوم التالي للقائه، فذهبت إليه ووجدت عنده أستاذها الكاتب إحسان عبد القدوس الذي كتب قصة الفيلم وكان جاراً وصديقاً لوالدها والمخرج صلاح أبو سيف، حيث اشترك الجميع في إقناعها ببطولة فيلم الوسادة الخالية. كان العرض مغرياً بشكل لم تستطع رفضه، فخرجت من ذلك اللقاء وهي تحمل سيناريو الفيلم بين يديها. وعلى الرغم من أن أجر لبنى في ذلك الفيلم لم يتجاوز مبلغ 100 جنيه فقط، إلا أنها خرجت من الفيلم وهي تحمل تقدير الجمهور وإعجابه بها، فقد حقق الفيلم نجاحاً هائلاً عند عرضه وأصبحت قصة الحب التي جمعت بين «سميحة» و«صلاح»، حديث محبي السينما. وحتى الآن لا تزال تلك القصة واحدة من أشهر قصص الحب على الشاشة الكبيرة. وبعد ذلك قامت بالاشتراك في تسعة عشر فيلما آخر، منها فيلم أنا حره عام 1958 عن رواية إحسان عبد القدوس، وفيلم غرام الأسياد عام 1961 من إنتاج واخراج رمسيس نجيب، وفيلم لا تذكريني من إخراج محمود ذو الفقار، وفيلم رسالة من امرأة مجهولة عام 1962 من إنتاج صلاح ذو الفقار وإخراج صلاح أبو سيف، وفيلم عروس النيل عام 1963 من إخراج فطين عبد الوهاب. وكان آخرها فيلم إضراب الشحاتين عام 1967 أمام الممثل الراحل كرم مطاوع ومن إخراج حسن الإمام.
بعد هذا الفيلم هاجرت مع زوجها الدكتور إسماعيل برادة إلى الولايات المتحدة ربما لأسباب سياسية وهروبا من سطوة مراكز القوى آنذاك.. حيث قضت ما يقرب من الثلاثين عاما قبل أن تعود مع زوجها وتستقر في القاهرة... وفي نفس الشهر الذي عادت فيه من عام 1998 قدمت لبنى مسلسلها الإذاعي الناجح (الوسادة لا تزال خالية) وذلك لإذاعة صوت العرب بمشاركة صباح وعمر الحريري وإيهاب نافع وشريف منير وزهرة العلا وسمير صبري ومن إخراج أحمد فتح الله... كما شاركت ببطولة مسلسل عمارة يعقوبيان وتلته في عام 2010 بالمشاركة في بطولة مسرحية فتافيت السكر.

## أعمالها

### من الأفلام
| العام | الفيلم                | اسم الشخصية          |
| ----- | --------------------- | -------------------- |
| 1957  | الوسادة الخالية       | سميحة                |
| 1958  | هذا هو الحب           | شريفة                |
| 1959  | أنا حرة               | امينه                |
| 1959  | هدى                   | هدى                  |
| 1960  | بهية                  | بهية                 |
| 1961  | وا إسلاماه            | جهاد/جلنار حب الرمان |
| 1961  | غرام الأسياد          | نور                  |
| 1961  | لا تذكريني            | نوال                 |
| 1962  | رسالة من امرأة مجهولة | امال                 |
| 1962  | آه من حواء            | أميرة                |
| 1963  | عروس النيل            | هاميس                |
| 1964  | أدهم الشرقاوي         | سلمى                 |
| 1965  | هي والرجال            | سنية                 |
| 1965  | باسم الحب             | ليلي                 |
| 1965  | نار على الجليد        |                      |
| 1966  | العنب المر            | نادية                |
| 1967  | إضراب الشحاتين        |                      |
| 1967  | المخربون              | منى                  |
| 1967  | العيب                 | سناء                 |
| 2012  | جدو حبيبي             | ليلي                 |

### المسلسلات التلفزية والإذاعية
- مسلسل إذاعي الوسادة مازالت خالية عام 1998
- مسلسل عمارة يعقوبيان 2007
- مسلسل قوت القلوب 2009

### المسرحيات
- مسرحية سكر هانم 2010

### البرامج
- برنامج «المرايا» ضيفة
- برنامج «100سؤال» ضيفة
- برنامج «صاحبة السعادة» ضيفة
- برنامج «مع الناس» ضيفة
- برنامج «مساء الدلال مع ميرڤت ودلال» ضيفة
- برنامج «ساعة صفا» ضيفة
- برنامج «السلم» ضيفة
- برنامج «المفاتيح» ضيفة

## وصلات خارجية
- لبنى عبد العزيز على موقع IMDb (الإنجليزية)
- لبنى عبد العزيز على موقع قاعدة بيانات الأفلام العربية
- لبنى عبد العزيز على موقع قاعدة بيانات الفيلم (الإنجليزية)